# Vikingarna (musikgrupp)
Vikingarna var ett dansband från Arvika i Sverige. Bandet spelade i olika sättningar mellan 1957 och 2004. År 2016 började bandet igen med några olika sättningar. Bandet har sålt omkring 11 miljoner skivor, cirka 500 000 av dem i Norge. Vikingarna blev med åren stilbildande för många andra dansband. 1988 och 1991 tilldelades de priser under Grammisgalan.
År 1957 startade Jens Carlsson Ji Kås Rockband, som genom diverse felstavningar i tidiga tidningsannonser kom att bli Ji Coo’s. I samband med första skivan på EMI/Odeon, ändrade producenten Ivan Nordström och Jens Carlsson namnet till "Ji Coo and the Vikings" med tanke på Europalansering. I Sverige var tanken att namnet efterhand skulle ändras till Vikingarna och redan 1960 kallades bandet så i EMI:s pressreleaser. På våren 1961 hade gruppen en stor hit med "Viking Boogie", skriven av gitarristen Gunnar Olsson, och låten nådde åttonde plats på Radio Luxemburgs topplista. På hösten 1961 gick Ji Coo & the Vikings skilda vägar.
Det var Gunnar Olsson (gitarr och kapellmästare) som startade The Vikings tillsammans med Svante Valjestål (orgel), Sven Hallberg (bas) och Egon Olsson (trummor). Som saxofonist värvades Tony Eriksson som då spelade med Tony Jordans orkester. Jens Carlsson och basisten Hasse Axelsson fortsatte i Ji Coo's med nya musiker. Jens Carlsson var aktiv som dansmusikant fram till 2018 och sina sista år jobbade han intensivt som uppskattad underhållare på t ex vårdhem åt den ideella föreningen Livskällan i Mora. Sitt sista musikframträdande gjorde han i augusti, fem veckor före sin död i oktober 2022, nyss fyllda 88 år.
The Vikings första egna skiva var Lilla vackra Anna/Bee-Gee Rhythm, som släpptes på skivmärket Odeon. Nästa skiva som kom med The Vikings var en EP, också den på skivmärket Odeon, och releasedatumet var våren 1962. Låtarna var Über den wellen/Finska valsen/Här kommer det en viking/Bee-Gee Twist. Vid samma tillfälle spelades även fem andra låtar in, som av olika anledningar ej blev utgivna. I maj 1962 slutade Egon Olsson och ersattes av Gösta Johannesson på trummor. ("Bee-Gee" var det folkliga namnet på Vikings stamfik,[källa behövs] Bergenholtz konditori, som låg på Storgatan i Arvika fram till början av 1960-talet.)
The Vikings gjorde under åren flera framträdanden i radio och TV där de kompade ett flertal av de svenska stjärnorna i början av 60-talet, bl.a. Lill-Babs och Ann-Louise Hansson. Gruppens tredje skiva blev en singel på märket Karusell, låtarna var Tennessee Waltz och Margie. Singeln släpptes 1963 och såldes i 20.000 ex., vilket var mycket på den tiden. The Vikings spelade ihop med samma medlemmar fram till 1965, då gruppen splittrades och Gunnar Olsson fortsatte med nya medlemmar, bland andra Jörgen Arnemar. 1968 ändrades namnet till enbart "Vikings", och 1973 till "Vikingarna". 1971 hade Odeon-producenten Ivan Nordström erbjudit namnet Vikingarna till ett annat band, som emellertid tackade nej till det. Vikingarnas sångare var från 1973 Stefan Borsch, men han slutade i augusti 1978 och sedan den 15 september 1978 var Christer Sjögren bandets sångare , och Kramgoa låtar 7 1979 blev Vikingarnas första album med Christer Sjögren som sångare. Länge gick bandets albumserie under namnet "Kramgoa låtar". I augusti 2016 gjordes en återförening av bandet i TV4:s Tack för dansen.

## Historia

### 1960-talet
Gruppen nådde tidigt framgångar med listplaceringar och spelningar på anrika Nalen i Stockholm och radioframträdanden, bland annat i det populära programmet Frukostklubben. Ji Coo's blev dock sedan åter ett eget band. The Vikings bildades efter brytningen, och två nya medlemmar presenterades. En av dem, saxofonisten Tony Eriksson, återfinns hos Vikingarna de sista åren.
1963 sålde man 20 000 exemplar av låten Tennessee Waltz. 1965 slutade Tony Eriksson i The Vikings, och ersattes på saxofon och gitarr av Jörgen Arnemar, och samma år satte sig Anders Erixon bakom trummorna.

### 1970-talet
1973 bytte bandet namn till Vikingarna. Bandet bestod vid den här tiden av följande personer:
- Tord Sjöman: piano / orgel
- Christer Linde: trumpet
- Per-Anders Carlsson: trummor
- Börje Gunnarsson: bas
- Stefan Borsch: sång

Bandet fick sin första melodi på Svensktoppen 1974 med "På världens tak", en cover på "Top of the World" av The Carpenters. Det stora genombrottet på listan skedde året därpå med "Du gav bara löften". Samma år fick bandet sin första guldskiva.
I juni 1974 hade Riksradion i Karlstad en närmare trettio timmar lång sändning kring midsommar med band från den värmländska dansbandseliten som Sven-Ingvars, Örjans och Vikingarna.
1974 släpptes även albumet Här kommer Vikingarna, från vilket låten "För sjuttio år sedan" gick in på sjätte plats på Svensktoppen.
I november 1974 medverkade bandet för första gången i Sveriges Television, i programmet Sveriges magasin, och tidigt under 1975 medverkade man i första programmet av I afton dans.
1975 släpptes albumet Kramgoa låtar 1, och nu sjöng man för Mariann Grammofon AB. I juli 1975 gick albumet in på Kvällstoppen och bandet for till Gotland för sin dittills längsta turné någonsin, ännu var man deltidsdansband.
Den 10 augusti 1975 låg bandet för första gången etta på Svensktoppen, med låten Du gav bara löften, och singeln hamnade på Kvällstoppen. I slutet av augusti 1975 hade albumet "Kramgoa låtar 1" sålts i 50 000 exemplar, vilket blev bandets första guldskiva. Låten utsågs även till "Årets populäraste låt" 1975 i en omröstning arrangerad av Svensktoppen.
I februari 1976 släpptes albumet "Kramgoa låtar 2". På två och en halv vecka såldes 89 000 exemplar i Sverige och 10 000 exemplar i Norge, och bandet fick motta en norsk silverplatta.
I september 1976 utökades gruppen med en saxofonist, och Tony Eriksson återvände till bandet. I september 1976 delades även årets guldskivor ut. Vikingarna fick både guld och platina för albumen "Kramgoa låtar 1", "Kramgoa låtar 2" och "Kramgoa låtar 3", den sista endast tio dagar efter albumsläpp. 
Sedan följde "Kramgoa låtar 4", "Kramgoa låtar 5" och "Kramgoa låtar 6" och 1977 hade bandet sammanlagt sålt 1,5 miljoner skivor.
Senare under 1977 lämnade Per-Anders Carlsson över trumpinnarna till Anders Erixon, som återkom från Spotnicks.
I augusti 1978 meddelade sångaren Stefan Borsch att han skulle komma att lämna bandet, och den 15 september samma år ersattes han av Christer Sjögren från dansbandet Pelles orkester.
Första albumet med Christer Sjögren som sångare, Kramgoa låtar 7, släpptes 1979. Vid denna tid talades det om en så kallad dansbandskris, då disco alltmer tog över. Vikingarnas framgångar fortsatte dock. Singeln "Djingis Kahn", en cover av det dåvarande Västtysklands bidrag i  samma års upplaga av Eurovision Song Contest, toppade Svensktoppen och albumet "Kramgoa Låtar 7" sålde bra. Antalet bokningar ligger kvar på 130 spelningar per år.

### 1980-talet
Då 1980-talet började lämnade Börje Gunnarsson, som varit med sedan 1969, bandet för basisten Lars-Åke Svantesson från Norrköping. Mellan turnéerna var Lars-Åke även producent och arrangör för andra band.
Albumet Kramgoa låtar 9 släpptes 1981 och innehöll bland annat hitlåten Hallå Västindien. Samma år skrev Göteborgs-Posten om människor som under sin semester följde bandets turnéer.
1982 släpptes Kramgoa låtar 10, och samma år vann bandet omröstningen i tidningen "Min värld " om Sveriges populäraste dansband. 1983 följde Kramgoa låtar 11, och 1984 Kramgoa låtar 12, som bland annat innehöll låten "Albatross", som bandet och Bert Karlsson försökte få med i den svenska Melodifestivalen vid två tillfällen, dock utan framgång. Vid den så kallade Midemmässan i Cannes fick låten fem stjärnor vid förläggarnas betygssättning.
Senare bestämde sig kapellmästare Jörgen Arnemar för att sluta, och istället inrikta sig mer på att sköta organisationen och ekonomin kring bandet. Han ersattes av Erik Lihm, som också kom från Pelles orkester.
1985 släpptes albumet Kramgoa låtar 13, och nu började intresset stiga i Norge, och även i det dåvarande Sovjetunionen började intresset sprida sig då det statliga sovjetiska skivbolaget köpte 40 000 exemplar av Kramgoa låtar 13.
1986 släpptes albumet Kramgoa låtar 14, och det var bandets första album att släppas på CD.
1987 utsåg tidningen Hänt i veckan Vikingarna till "årets bästa dansband". 1987 startade bandet även ett eget skivbolag.
Då Ragnar Dahlberg debuterade som programledare för "Café Norrköping" medverkade Vikingarna, och de kom att samarbeta de kommande åren.
I maj 1987 genomfördes en av de första stora dansgalorna. Riksradion direktsände med "I afton dans", och spelade in för att senare kunna visa arrangemanget i Sveriges Television. Totalt deltog cirka 8 000 människor på galan.
De kommande åren spelade man på Beach Club på Kanarieöarna.
På albumet Kramgoa låtar 16 1988 fanns bland annat låten Tredje gången gillt, där Christer Sjögren sjöng terzett med Jacob Dahlin och Annika Hagström. Den nådde som bäst andraplatsen på Svensktoppen, och albumet sålde så bra att bara Roxette nådde högre försäljningssiffror än Vikingarna i Sverige detta år. 1988 lämnade även Kenth Andersson från Jönköping Spotnicks för att ta över basen i Vikingarna efter Lars-Åke Svantesson. För 1988 fick man även en Grammis för "Årets dansband" .
1989 släpptes även Kramgoa låtar 17, samt albumet Andliga sånger, som dock gavs ut i Christer Sjögrens eget namn. Till hjälp tog killarna The Jordanaires, som under 15 år medverkat på skivinspelningar med Elvis Presley. 1989 utsåg "Hänt i veckan" Vikingarna till "Årets dansband".
I juni 1989 uppträdde bandet inför 25 000 personer på Tivoli i Köpenhamn. Showen delades upp i två akter, först en ren konsert, vilket bandet tidigare redan provat i Norge, och efter pausen plockades bänkarna bort för dans.
I oktober 1989 vann man Hänts meloditävling med låten "Mitt eget Blue Hawaii", skriven av Rose-Marie Stråhle. Senare under 1989 reste bandet till Singapore för att delta i tre välgörenhetskonserter som arrangerades av Lions för barn och funktionshindrade.
Mot slutet av 1980-talet medverkade man tillsammans i nyårsgalan "Farväl, du åttiotal", som sändes direkt i Sveriges Television från Norrköpings stadshus.

### 1990-talet
Under 1990-talet inleddes ersattes Tord Sjöman av studiomusikern Lasse Westmann, som spelade gitarr. Han hade tidigare spelat med bland andra Arja Saijonmaa, kompat Ted Gärdestad i Melodifestivalen samt själv deltagit i Melodifestivalen 1983.
De stora dansgalorna fortsatte under denna tid. Vikingarna medverkade även i Tønsberg i Norge, där den största dansgalan i Norden anordnades, och lockade 7 000 personer.
I mitten av 1990 medverkade bandet i en konsert i Slottsruinen på Öland, dit drygt 2 500 personer kom. Senare under 1990 reste bandet till Nashville för att medverka i TV-programmet "Nashville Now", en direktsänd satellitsändning som nådde över 49 miljoner tittare. Återigen samarbetade Vikingarna med The Jordanaires, som möjliggjorde USA-engagemanget. När bandet återvände till Sverige medverkade man då TV-kanalen TV 4 invigdes. Under nyårsnatten 1990/1991 uppträdde bandet i en förinspelad nyårsgala i TV 4, och dessutom i direktsändning med Ragnar Dahlberg i TV 2.
I augusti 1991 blev Jocke Johansson heltidsanställd av bandet med uppgiften att ansvara för turnerandet. Han hade själv ett musikaliskt förflutet, och var en sjungande gästartist hos The Vikings under 1960-talet.
1991 använde Vikingarna satelliten Tele-X i ett experiment där bandet spelade i Karlstad men kunde ses och höras på storbildsskärmar i danslokaler runt om i Sverige, Norge, Danmark och Finland. Tanken var att fylla ut pauserna på spelplatserna.
1991 vann Vikingarna Hänt i veckans meloditävling med låten "För dina blåa ögons skull" och tidigt under 1992 fick bandet pris som "årets bästa dansband under 1991" vid Grammisutdelningen. 
Efter albumet Kramgoa låtar 20 1992 gjorde bandet ett uppehåll tills vidare och spelade då bara en enda gång, då Sveriges drottning Silvia den 23 december 1993 firade 50-årsdag. Man hade 1992 meddelat att man skulle ta ett så kallat "sabbatsår" som i stort sett blev tre.
Senare under 1995 gjorde bandet comeback med albumet Kramgoa låtar 1995, som blev en framgång och sålde platina i Sverige (över 100 000 exemplar) och i Norge (över 50 000 exemplar). Sammanlagt såldes över 190 000 exemplar i Skandinavien och Finland . Från albumet tog sig tre låtar in på Svensktoppen: "I kväll", "Vänd dig inte om" och "Sommar, sol och varma vindar". Vikingarna gjorde senare under 1995 även flera framträdanden på dansgalor och i TV runtom i Norden. Man medverkade även vid invigningen av världsmästerskapen i friidrott 1995 i Göteborg.
Tidigare under 1996 spelade bandet på båten S/S Norway under en kryssning till Västindien med 2 200 gäster. Därefter följde en turné med ett tjugotal framträdanden i Sverige, Norge, Danmark och Finland.
I augusti 1997 avled trummisen Anders Erixon. Han ersattes i bandet av Klas Anderhell. I oktober 1997 släppte Vikingarna albumet Kramgoa låtar 1997. Roland Cedermarks "Du gav mej ljusa minnen" blev den största hitlåten från albumet och etta på Svensktoppen i fem veckor. Albumet sålde platina i Sverige, guld i Norge, och sammanlagt 160 000 exemplar i Norden.
1998 släpptes albumet Kramgoa låtar 1998, som sålde  platina i både Sverige och Norge med över 175 000 exemplar. Albumet innehöll bland annat hitlåten "Kan man älska nå'n på avstånd".

### 2000-talet
År 2000 började Vikingarna spela in sånger på tyska, och bandet gick då under namnet "Vikinger". De uppnådde stor popularitet i Tyskland, Schweiz och Österrike.
I november 2003 meddelade bandet att man skulle komma att lägga ner 2004 .
Den 30 januari 2004 avled bandets gitarrist Lasse Westmann. Den 29 juni 2004 medverkade bandet i Allsång på Skansen. Avskedskonserten hölls i Arvika den 3 juli 2004 inför över 7 000 personer, och både Christer Sjögren och Stefan Borsch medverkade (Lasse Wellander var gitarrist).

### 2010-talet
2016 återförenades bandet, då bestående av de medlemmar som var med när bandet lade ner 2004. Syftet var att vara med i TV-programmet Tack för dansen. Senare under 2016 stod det klart att återföreningen inte bara skulle komma att bli en engångsföreteelse, utan bandet skulle fortsätta spela tillsammans, men då som Nya Vikingarna. Av de medlemmar som gjorde comeback i TV-programmet Tack för dansen är det bara tre medlemmar som följer med in i nya Vikingarna: Erik Lihm, Kenth Andersson och Johan Norgren. Ny sångare i bandet blev 2016 är Kenneth Wahlberg från Skåne. Bandet släppte albumet Kramgoa låtar 30 i april 2017 med delvis nyskrivna låtar och spelade ombord på kryssningsbåtar. Christer Sjögren medverkade som gästartist på några spelningar och även vikingaveteranen Tony Eriksson på saxofon medverkade också ibland. Efter en del kontroverser, interna stridigheter och avhoppande bandmedlemmar valde bandet att sluta spela ihop och gjorde sin sista spelning den 22 juli 2017 under Svenska dansbandsveckan i Malung.
År 2018 genomfördes fyra engagemang, bland annat i Svenska dansbandsveckan i Malung. 
År 2019 gjorde man ett tiotal spelningar i Sverige, Norge och Finland. 

### 2020-talet
2020 var tänkt att inleda en ny era för Vikingarna med Christer Sjögren, då man även skulle börjar genomföra konserter inför sittande publik. Medlemmar i Vikingarna var då: Christer Sjögren (1978-), Erik Lihm (1984-), Kent Andersson (1988-), Johan Norgren (2002-), Martin Lindqvist (2016-), Henrik Uhlin (2017-). Runt Vikingarna finns också Jörgen Arnemar som spelade i orkestern 1965-1984 och därefter blev manager. Jocke Johansson finns med som turnéledare sedan 30 år och Robert Ernlund arbetar som ljudtekniker sedan 25 år.
Avskedsturnén inleddes i februari 2020 avbröts snabbt av Coronaviruspandemin. Lördagen den 23 oktober 2021 syntes bandet i 30-årsjubilerande Bingolotto. Uppträdandet hade spelats in torsdagen den 21 oktober, eftersom bandet hade spelning under lördagskvällen. I slutet av 2022 avslutades i stället bandets återförening med en turné som avslutades med en spelning i Kalmar den 3 december 2022.
Vikingarna invigde dansbandsveckan i Malung 2024. De genomförde sin sista officiella spelning i Sverige i Grönlandsparken på Bertil Elfströms scen i Malung söndagen den 14 juli 2024. Därefter hade tre spelningar i Norge under 2025.

## Medlemmar genom åren

### Sång
- Kerstin Larsson (1962–1963)
- John-Ove "Jocke" Johansson (1964)
- Per-Åke Ekstedt (1965–1970)
- Pär Rosenqvist (1970–1973)
- Stefan Borsch (1973–1978)
- Christer Sjögren (1978–2004, 2017–2025)
- Kenneth Wahlberg (2016–2017)

### Trummor
- Egon Olsson (1959–1962,1970–1971)
- Gösta Johannesson (1962–1965)
- Anders Erixsson (1965–1970,1977–1997)
- Ulf Andersson (1971–1972)
- Per-Anders Carlsson (1972–1977)
- Klas Anderhell (1997–2002)
- Johan Norgren (2002–2004, 2016–2025)

### Bas
- Hans Axelsson (1959–1961)
- Sven Hallberg (1961–1963)
- Ola Engberg (1964–1964)
- Folke Westling (1965–1966)
- Jan Fåll (1966–1968)
- Bosse Sandström (1968–1969)
- Börje Gunnarsson (1969–1980)
- Lars-Åke Svantesson (1980–1988)
- Kenth Andersson (1988–2004, 2016–2025)

### Klaviatur
- Svante Waljestål (1959–1965,1967–1968)
- Jan Fåll (1968–1971)
- Tord Sjöman (1973–1990)
- Erik Lihm (1984–2004, 2016–2025)

### Saxofon
- Jens Carlsson (1959–1961)
- Björn Engström (1967–1968)
- Tony Eriksson (1961–1965,1976–2004)
- Martin Lindqvist (2016–2023)
- Anders Engberg (2023–2025)

### Trumpet
- Oddbjörn Bjerknes (1968–1970)
- Christer Linde (1970–1974)

### Gitarr
- Gunnar Olsson (1959–1966)
- Jerry Berg (1965–1970)
- Jörgen Arnemar (1965–1984) även sång och saxofon
- Erik Lihm (1984–1990)
- Lasse Westman (1990–2004)
- Lasse Wellander (2004)
- Chris Andersen (2016–2017)
- Henrik Uhlin (2017–2025)

## Diskografi

### Album
- 1973 – Det går som en dans 5
- 1973 – På världens tak
- 1974 – Här kommer Vikingarna
- 1975 – Kramgoa låtar 1
- 1975 – Kramgoa låtar 2
- 1976 – Kramgoa låtar 3
- 1977 – Kramgoa låtar 4
- 1977 – Kramgoa låtar 5
- 1978 – The Vikings Export
- 1978 – Kramgoa låtar 6
- 1979 – Kramgoa låtar 7 - Djingis Khan
- 1979 – Greatest Hits
- 1979 – Vikingarnas julparty
- 1980 – Kramgoa låtar 8 - Mot alla vindar
- 1981 – Kramgoa låtar 9 - Hallå Västindien
- 1982 – Kramgoa låtar 10 - Den stora dagen
- 1983 – Kramgoa låtar 11 - Save Your Love
- 1984 – Kramgoa låtar 12 - Albatross
- 1985 – Kramgoa låtar 13
- 1985 – Julens sånger
- 1986 – Kramgoa låtar 14
- 1987 – Kramgoa låtar 15
- 1988 – Kramgoa låtar 16
- 1988 – Instrumental Hits 1
- 1989 – Kramgoa låtar 17
- 1990 – Kramgoa låtar 18
- 1990 – På begäran
- 1990 – The Vikings Complete EMI Session
- 1991 – Kramgoa låtar 19
- 1991 – Gitarrgodingar
- 1991 – Back Again 1961-1991
- 1992 – Kramgoa låtar 20
- 1993 – Vikingarna Gold
- 1995 – Kramgoa låtar 1995
- 1995 – The Complete EMI Session Plus
- 1997 – Kramgoa låtar 1997
- 1998 – Kramgoa låtar 1998
- 1999 – Kramgoa låtar 1999
- 1999 – Laulava sydän
- 2000 – Kuschel dich in meine Arme/Vikinger
- 2000 – Kramgoa låtar 2000
- 2000 – Vore danske favoriter
- 2001 – Tanz mit mir/Vikinger
- 2001 – Kramgoa låtar 2001
- 2002 – Romantica/Vikinger
- 2002 – Kramgoa låtar 2002
- 2003 – Best of Vikinger
- 2004 – Bästa kramgoa låtarna
- 2006 – Bästa
- 2006 – Danske hits
- 2007 – Bästa kramgoa låtarna 2
- 2008 – Den sista dansen
- 2016 – Alla tiders kramgoa låtar
- 2016 – Kramgoa jullåtar
- 2017 – Kramgoa låtar 30

### Samlingsboxalbum
- 2000 – 100% Vikingarna
- 2003 – 100% guldfavoriter
- 2004 – 119 kramgoa originallåtar från Vikingarna

### Singlar & EP-skivor
- 1960 – Viking and the Crow / Viking Boogie
- 1961 – Vikings at home / Viking war chant / The Viking and the Crow/Viking Boogie
- 1961 – Lilla vackra Anna / Bee-Gee rhythm
- 1962 – Über den wellen / Finska valsen / Här kommer det en viking / Bee-Gee twist
- 1963 – Margie / Tennessee Waltz
- 1969 – Du inspirerar mig / Jag har väntat vid din dörr
- 1974 – För 70 år sen / Nu längtar jag till sommarens sköna dagar
- 1975 – Hipp hurra vilken dag / Jag har väntat på dig
- 1975 – Eva / Skall du någonsin bli min
- 1977 – Hallå (framförs av Vikingarna) / Guenerina (framförs av Paul Paljett)
- 1978 – Export / Lite försent
- 1978 – Det är ingen idé / Godnattvalsen
- 1979 – Djingis Khan / Annies sång
- 1980 – Mot alla vindar / Sun of Jamaica
- 1988 – Tredje gången gillt (tillsammans med Annika Hagström och Jacob Dahlin)
- 1988 – Sista natten med gänget (tillsammans med Annika Hagström och Jacob Dahlin) / Gör det du tror på
- 1989 – En vissnad blomma / Hasta Mañana
- 1990 – Till mitt eget Blue Hawaii / Crying in the Chapel
- 1991 – Höga berg, djupa hav / Glöm inte bort varann
- 1992 – För dina blåa ögons skull / Bonanza
- 1995 – Ikväll/Bilder av dig
- 1997 – Du gav mig ljusa minnen / Små nära ting
- 1998 – En söndag i April / Min sång om kärleken
- 1999 – Våran lilla hemlighet / Still
- 1999 – En slant i fontänen / Sjömannen och stjärnan
- 2000 – Ett liv i kärlek / Jag vet
- 2001 – Att älska någon så / Livets trädgård
- 2001 – En gång till om du vill / Du har lovat mig din kärlek
- 2002 – En vän som du / Kiss me quick
- 2002 – Våren 1972 / Visst är det kärlek

## Melodier på Svensktoppen
- På världens tak – 1974
- För sjuttio år sen – 1974
- Du gav bara löften – 1975
- Eva – 1975
- Hallå – 1978
- Jackpot – 1978
- Export – 1978
- Singin in the rain – 1978
- Djingis khan – 1979
- Vad gör än ett år – 1980
- Hav och himmel – 1980
- Adios Adjö – 1981
- En fin gammal sång – 1981
- Den stora dagen – 1982
- Huller om buller – 1986
- Aldrig aldrig mer – 1987
- Ljuvliga sommar – 1987
- Lördagsafton – 1988
- Tredje gången gillt – 1988
- En vissnad blomma – 1989
- Speleman – 1989
- Sista natten med gänget – 1989
- Till mitt eget Blue Hawaii – 1989/1990
- Grindpojken – 1990
- Höga berg djupa hav – 1991
- Ett fång med röda rosor – 1991
- För dina blåa ögons skull – 1992
- Du är min sommar Marie – 1992
- Välkommen hem – 1993
- Ikväll – 1995
- Vänd dig inte om – 1995
- Sommar sol och varma vindar – 1995
- Du gav mig ljusa minnen – 1997
- Samma tid samma plats – 1998
- Kan man älska nå'n på avstånd – 1998/1999
- En söndag i april – 1999
- Våran lilla hemlighet – 1999
- En slant i fontänen – 2000
- Ett liv i kärlek – 2000
- Livet går ej i repris – 2001
- Att älska någon så – 2001
- En vän som du – 2002
- Tack o farväl – 2004

## Video
- Den sista dansen (2008)